# Polonesa en la bemoll major, op. 53 (Chopin)
La Polonesa en la bemoll major, op. 53 , també coneguda com a Polonesa heroica va ser composta per a piano sol per Frédéric Chopin l'any 1842. La peça està dedicada a Auguste Leo ("à Mr. A. Leo"). Aquesta obra és una de les composicions més conegudes de Chopin, i és encara avui dia és una de les peces favorites del repertori per a piano. És una peça molt exigent que requereix habilitats excepcionals i virtuosisme per ser interpretada amb un nivell de qualitat adequat.
Tot i que la peça es considera una polonesa, en realitat té molt poc a veure amb l'estil típic de les poloneses. Presenta dues seccions amb un ritme que sí que és característic de les poloneses, però no apareixen altres elements habituals en aquest tipus de composició musical. S'ha dit que Chopin la va compondre pensant en una Polònia lliure i poderosa, el que podria haver-li portat a qualificar-la de "polonesa". La Polonesa heroica és un gran homenatge a Polònia. Chopin va compondre aquesta peça a l'edat de 32, set anys abans de la seva mort. Durant aquest període, la tuberculosi que patia i que el 1939 el va estar a punt de matar, estava més controlada i era un moment d'equilibri personal. Va ser en aquest context que va compondre l'obra, i és una lloa a la seva pàtria.
La Polonesa heroica està molt relacionada amb la Polonesa Militar op. 40, en la major. La introducció de la Polonesa heroica està clarament influenciada per la Polonesa militar, que representa molt més l'estil de la polonesa.

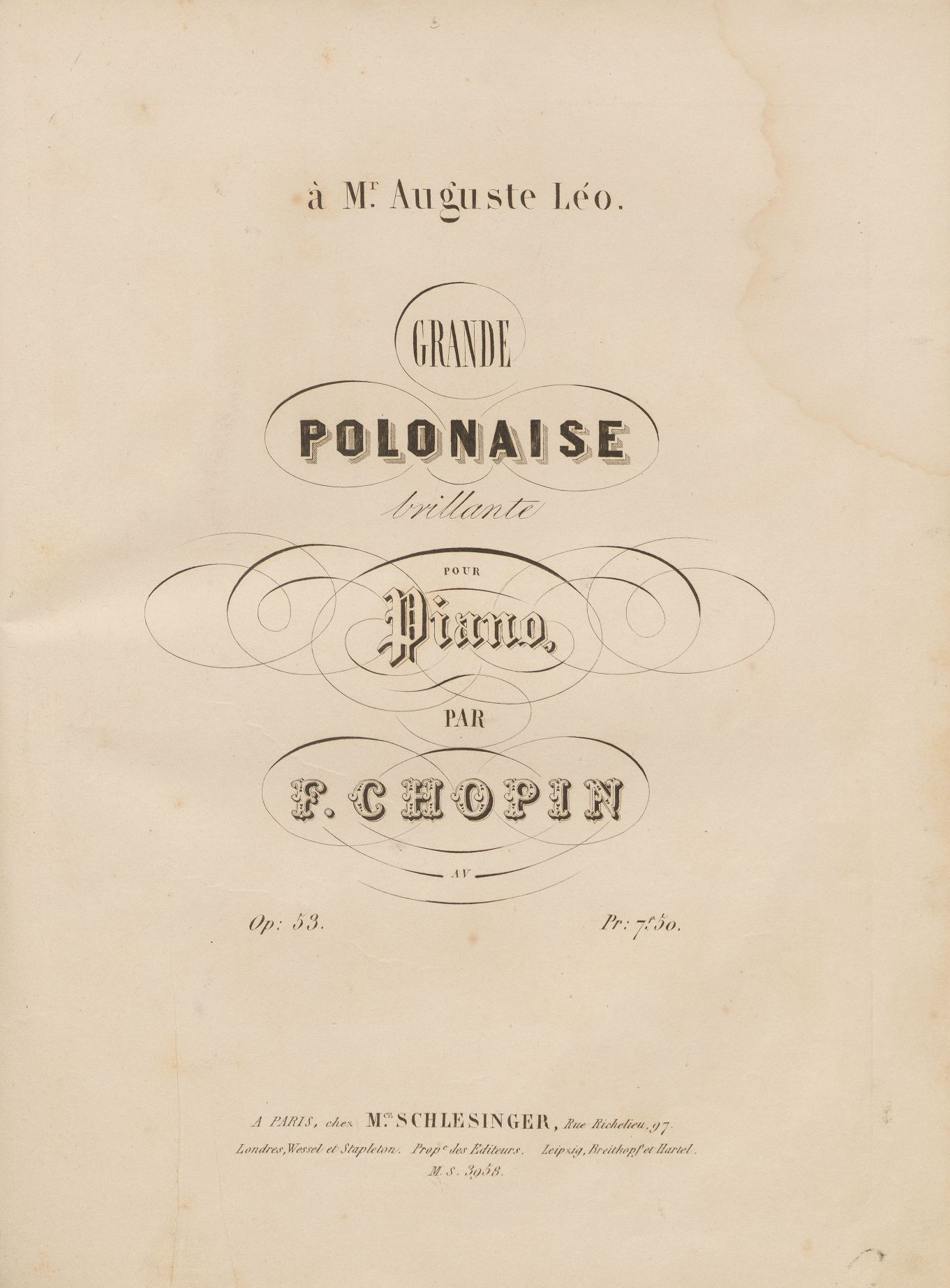
Portada de la publicació de 1843

## Dificultats tècniques
La Polonesa heroica conté molts aspectes tècnics per a piano, com ara: tempo rubato, dobles escales, trinats, octaves ràpides i en forte, arpegis ràpids, quartes cromàtiques, acords amplis que exigeixen obrir molt les mans, ús d'una gran extensió del teclat (abasta 82 de les 88 tecles d'un piano).

## Característiques musicals
El tempo de la peça és Alla polacca i maestoso, és a dir, com una polonesa i majestuosa. Presenta una forma ternària ABA amb una introducció d'uns trenta segons. La imponent introducció té una ràpida ascensió cromàtica en ambdues mans i presenta el caràcter de la peça. La primera de les parts és un tema escrit en la bemoll major amb una forma de dansa. És la part més coneguda de la Polonesa heroica. En aquesta part, la mà esquerra es mou en octaves en forte. El tema principal es repeteix en una escala més aguda amb trinats addicionals que completen i emplenen els possibles buits. Després hi ha un breu interludi amb progressions d'acords que porten a la típica melodia de les poloneses, sent la mà esquerra fent l'acompanyament la que s'ocupa del ritme de la polonesa. A continuació es repeteix una vegada més el tema principal abans de passar a la segona secció.
La segona secció s'inicia amb sis acords arpegiats en forte que deriva en un ostinato suau d'octaves greus descendents, primer en la tonalitat de mi major i després en la de re sostingut major. Les octaves descendents són seguides per una melodia que té un aire de marxa militar, que es repeteix dues vegades. Aquesta segona part acaba amb un llarg interludi amb progressions d'acords harmònics i modulacions constants. La mà dreta fa semicorxeres i hi ha un lleuger acompanyament de corxeres. Aquesta part acaba amb una frase descendent abans de tornar a la secció A de la peça. Es torna a tocar el tema principal amb més força i dramatisme i s'acaba amb una coda que inclou variacions sobre el tema principal.

## En la cultura popular
- A prop del final de la pel·lícula Cendres i diamants (Popiół i diament) (1958), d'Andrzej Wajda, els polonesos celebren la fi de la Segona Guerra Mundial dansant aquesta polonesa.
- El tema principal de la polonesa és la base de la melodia d'una cançó de 1945, "Till the End of Time", escrita per Buddy Kaye i Ted Mossman. L'enregistrament més conegut és el de Perry Com.
- Aquesta polonesa s'interpreta en la pel·lícula Lost in the Desert, de Jamie Uys, director de The Gods Must Be Crazy (Els déus han d'estar bojos). Des que apareix es converteix en un tema important en la banda sonora de la pel·lícula.
- La Polonesa heroica també apareix al principi de la pel·lícula Shine, del 1996, dirigida per Scott Hicks i que tracta sobre la vida del pianista David Helfgott.
- En el videojoc Eternal Sonata (2007) també apareix aquesta polonesa. El títol del joc en japonès és Torasuti Beru Shopan no Yume, i fa referència a un suposat darrer somni de Chopin.
- Aquesta polonesa és utilitzada puntualment en la cançó "Hyacinth House" de l'àlbum L.A. Woman (1971), del grup The Doors.
- Monty Python va usar la Polonesa heroica com a acompanyament per a la seva cançó sobre Oliver Cromwell.